# John George Nicolay

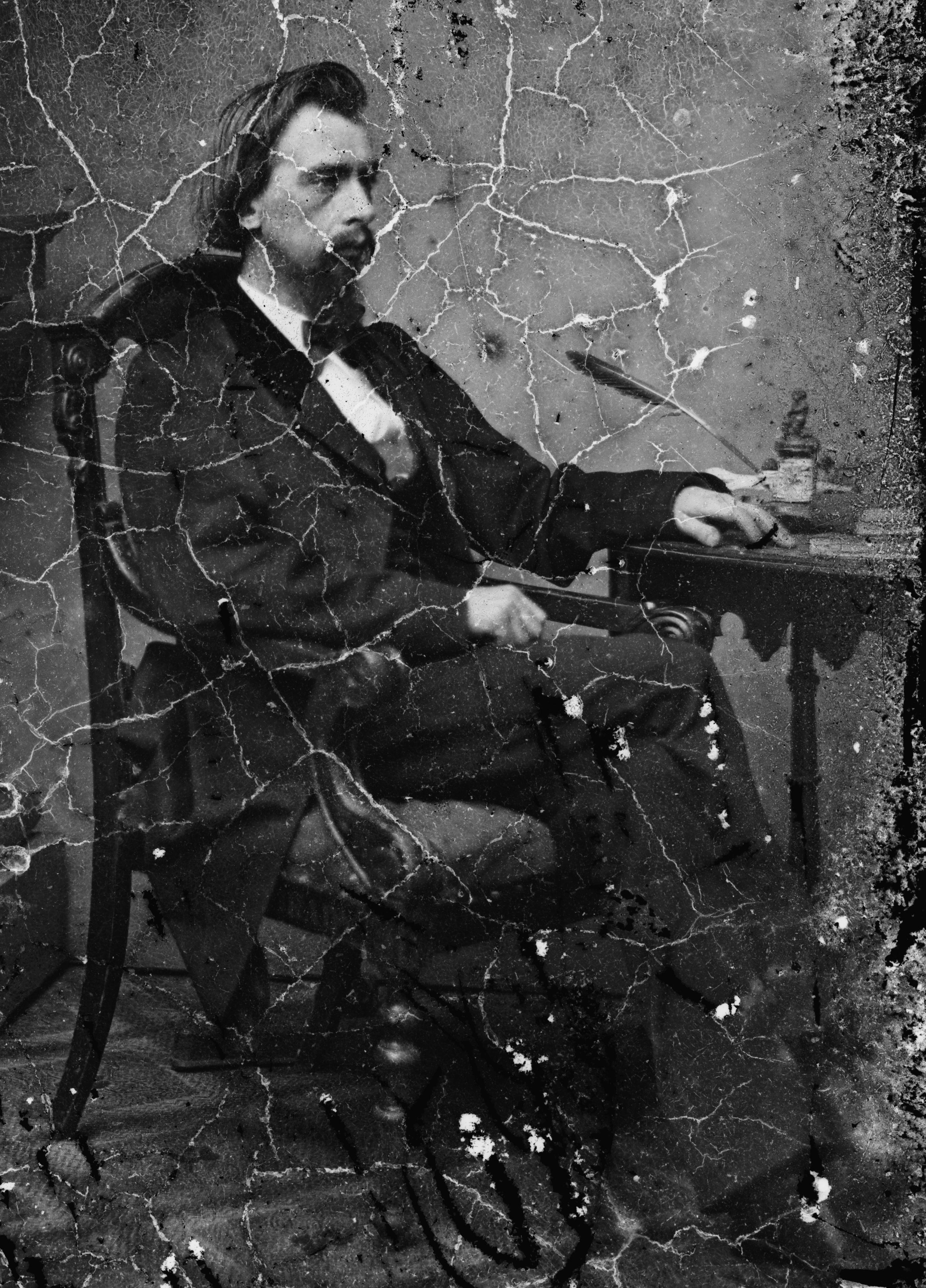
John George Nicolay

John George Nicolay (26 de fevereiro de 1832, Essingen—26 de setembro de 1901), foi um estadunidense de origem alemã. Ele foi biógrafo e secretário particular de Abraham Lincoln .
No documentário Lincoln feito para a TV em 1992, Nicolay foi dublado pelo ator austríaco Arnold Schwarzenegger.

## Obras
- "A. Lincoln, a history" (1890), com John Milton Hay.
- Campaigns of the Civil War - Volume 1 - The Outbreak of Rebellion por John G. Nicolay (originalmente publicado em 1881).